# Лобачов Олексій Андрійович
Олексі́й Андрі́йович Лобачо́в (1903, села Зоніно Мединського повіту Калузької губернії, тепер Калузької області, Російська Федерація — 29 травня 1964, місто Москва, Російська Федерація) — радянський військовий політпрацівник, генерал-майор (6.12.1942). Депутат Верховної ради СРСР 2-го скликання.

## Життєпис
Виховувався в прийомній селянській родині в селі Зоніно Мединського повіту Калузької губернії.
У Червоній армії з 1919 року, учасник громадянської війни в Росії.
Член РКП(б) з 1920 року.
У 1923 році закінчив Першу Об'єднану командну школу імені ВЦВК.
З вересня 1923 року — командир взводу, з жовтня 1925 року — командир роти, з травня 1926 року — політичний керівник роти 37-го стрілецького полку 13-ї стрілецької дивізії РСЧА.
З серпня 1928 року — в запасі РСЧА.
З липня 1933 року — викладач політекономії, відповідальний секретар партійної комісії Об'єднаної кавалерійської школи РСЧА.
У 1938 році закінчив Військово-політичну академію імені Леніна.
З липня 1938 року — виконувач обов'язків військового комісара, військовий комісар 23-го стрілецького корпусу РСЧА. З серпня 1938 року — начальник політичного відділу Бобруйської армійської групи військ.
У лютому 1939 — червні 1940 року — начальник політичного управління Московського військового округу.
З червня 1940 до листопада 1942 року — член Військової ради 16-ї армії Забайкальського військового округу. Був поранений, лікувався в госпіталях.
З 19 листопада 1942 до квітня 1944 року — член Військової ради 20-ї армії.
До 1945 року — начальник політичного управління 3-го Прибалтійського фронту.
У липні 1945 — лютому 1947 року — член Військової ради Східно-Сибірського військового округу.
Потім — начальник політичного відділу управління Прикарпатського військового округу; заступник із політичної частини начальника військ зв'язку і начальник Головного управління будівництва Радянської армії.
Помер 29 травня 1964 року, похований на Новодівочому цвинтарі Москви.

## Військові звання
- бригадний комісар
- генерал-майор (6.12.1942)

## Нагороди
- орден Леніна (21.02.1945)
- п'ять орденів Червоного Прапора (27.07.1941, 2.01.1942, 23.08.1944, 3.11.1944, 3.11.1953)
- орден Кутузова І ступеня (29.06.1945)
- орден Вітчизняної війни І ступеня (3.06.1944)
- медаль «За оборону Москви»
- медаль «За перемогу над Німеччиною у Великій Вітчизняній війні 1941—1945 рр.» (1945)
- медалі